# Pétition de New Inverness contre l'esclavage
 (novembre 2024).
Le contenu est difficilement compréhensible vu les erreurs de traduction, qui sont peut-être dues à l'utilisation d'un logiciel de traduction automatique.
La pétition de New Inverness contre l'esclavage est signée en 1739 dans une province de Géorgie qui n'avait pas vingt ans. Elle est rédigée dans la ville de Darien, originellement appelée New Inverness et fondée en 1736 par des Écossais venus des Highlands, recrutés par James Oglethorpe, et dont le nom s'inspire d'un premier projet écossais d'installation outre-atlantique, le projet Darién.
Les pétitionnaires avaient pris conscience que les habitants de la ville voisine de Savannah, fondée quasiment à la même époque, souhaitaient l'autorisation de l'esclavage dans la province de Géorgie, à l'instar de ce qui se pratiquait plus au nord dans la province de Caroline et la colonie de Virginie et en avaient fait la demande à James Oglethorpe. Cette pétition eut pour effet de reculer de dix ans la date historique d'autorisation de l'esclavage dans la province de Géorgie.
Le texte de la pétition fait référence au fait que l'esclavage est alors prohibé dans l'empire espagnol tout proche et au fait que les Blancs ne doivent pas subir la concurrence de l'importation de main d'œuvre noire.

## Signataires
Les signataires ont pour la plupart des noms écossais:
- John Mackintosh-Moore
- John Mackintosh-Linvilge
- John Mackintosh-Son to L.John Mackintosh-Moore
- John Mackintosh-Bain
- Jo. Cuthbert
- James Mackay
- Archibald McBain, his mark AMB
- Ranald Macdonald
- John Macdonald
- John Macklean
- Jos. Burges, his mark BE
- Donald Clark-first
- Alex. Clark, Son of the above
- Donald Clark-second
- Donald Clark-third, his mark X
- Hugh Morrison, his mark HM
- Alex. Munro
- Will Munro